# Šid
Šid (kyrillisch Шид, deutsch veraltet Schid) ist eine Stadt in der Republik Serbien im zur Vojvodina gehörigen Bezirk Srem (Syrmien) und liegt unmittelbar an der Grenze zu Kroatien. Es ist der Hauptort der gleichnamigen Gemeinde.
Šid ist mit 16.301 Einwohnern (2002) die sechstgrößte Stadt des Bezirks und liegt an der Straße vom kroatischen Vinkovci nach Sremska Mitrovica. Die Stadt liegt außerdem an der Bahnstrecke Beograd–Šid.

## Geschichte
Funde im Ortsteil Gradina belegen eine Besiedelung bereits in prähistorischer Zeit. In Berkasovo wurde ein Helm aus der römischen Epoche gefunden. Damals gehörte das Gebiet zur Provinz Pannonien und war militärisch gesichertes Grenzgebiet gegen die links der Donau siedelnden Germanen. Nach der Völkerwanderung drangen Südslawen in das Gebiet zwischen Save und Drau ein (das historische Syrmien), das strategisch bedeutsam war und entsprechend zwischen den im Norden siedelnden Gepiden, Awaren und Magyaren auf der einen und den Byzantinern bzw. Serben im Süden auf der anderen Seite umstritten war, ehe es im Hochmittelalter unter die Herrschaft des Königreichs Ungarn geriet. Im Jahre 1526 stießen dann die Osmanen in das Gebiet nördlich der Save vor, sodass die Stadt in der Folge zum osmanischen Reich gehörte. 1699 eroberte das Kaiserreich Österreich das Gebiet und richteten hier ihre Militärgrenze gegen das Osmanische Reich ein. Das Gebiet von Šid wurde dem ungarischen Kronland Slawonien angegliedert. Es wird angenommen, dass Šid im 18. Jahrhundert gegründet wurde, da ältere Schriftquellen über eine Siedlung in diesem Ort derzeit nicht bekannt sind. Der Name Šid soll sich vom Fluss Šidina ableiten. Die ersten Siedler waren Serben und Russinen.

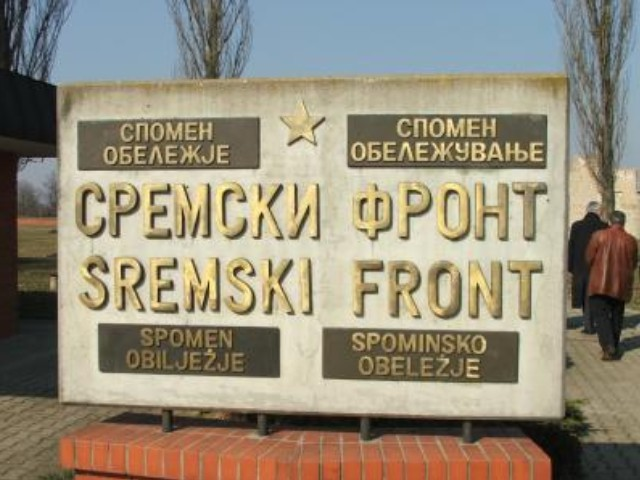
Das Denkmal für die Syrmische Front, bei der Befreiung Jugoslawiens im Zweiten Weltkrieg

Nach dem Ersten Weltkrieg kam die Stadt zum Königreich der Serben, Kroaten und Slowenen, dem späteren Jugoslawien. Ab 1929 gehörte Šid administrativ zur neu gebildeten Banschaft Donau. In den 1930er Jahren nahmen die ethnischen Spannungen innerhalb Jugoslawiens zu. 1939 kam es zu einem serbisch-kroatischen Ausgleich, dem so genannten Sporazum, mit dem eine autonome kroatische Banschaft gebildet wurde. Šid wurde trotz der serbischen Bevölkerungsmehrheit der kroatischen Banschaft zugesprochen.
Nach dem Einmarsch der Achsenmächte in Jugoslawien im Jahr 1941 wurde Jugoslawien zerschlagen. Die Ustascha als Verbündete des Hitler-Regimes erhielten einen eigenen Staat, der auch Bosnien-Herzegowina und Syrmien umfasste. Bis 1945 gelang die vollständige Befreiung Jugoslawiens. Šid wurde dabei schon Ende 1944 von jugoslawischen und sowjetischen Truppen eingenommen. Bei der Stadt tobten dabei teilweise besonders heftige Kämpfe. Ein Denkmal nahe der Stadt erinnert an die Kämpfe, bei der 13.000 Jugoslawen ihr Leben ließen.

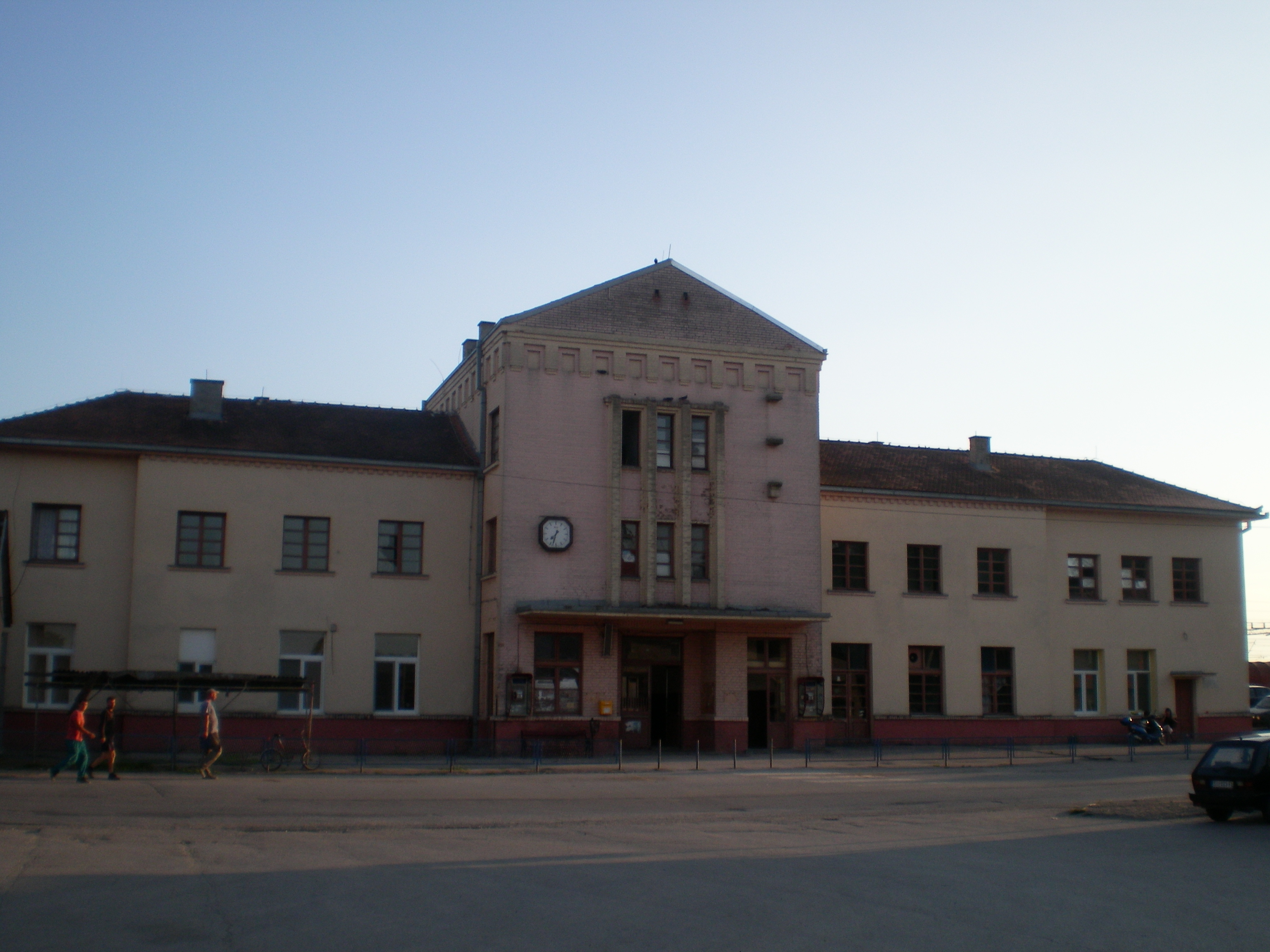
Der Bahnhof von Šid

Die Frage der genauen kroatisch-serbischen Grenzziehung im Bereich zwischen Donau und Save wurde nach dem Krieg wieder aktuell. In der neuen Sozialistischen Föderativen Republik Jugoslawien wurde die so genannte Đilas-Kommission eingesetzt (benannt nach Milovan Đilas), die, soweit das bei der zum Teil sehr gemischten Siedlungslage möglich war, eine Grenzziehung gemäß den ethnischen Mehrheiten unternahm. Dabei verlief die kroatisch-serbische Grenze unmittelbar westlich von Šid, das demzufolge Serbien zugesprochen wurde.

2015 geriet der Ort in den Fokus der internationalen Aufmerksamkeit, als im Zuge der Flüchtlingskrise in Europa zehntausende Menschen versuchten, von Griechenland aus Deutschland oder andere EU-Länder zu erreichen (Balkanroute). Nachdem Ungarn Mitte September des Jahres seinen Grenzzaun zu Serbien fertiggestellt hatte, wurde der Übergang Horgoš/Röszke gesperrt. In Folge verlagerten sich die Flüchtlingsströme auf die Route Kroatien–Slowenien–Südostösterreich, da diese Länder freies Geleit angekündigt hatten. Durch die Informationen in sozialen Medien reagierten die Migranten sehr schnell auf die veränderte Situation, und der Grenzübergang Šid/Tovarnik wurde nun binnen weniger Tage zum Brennpunkt der Flüchtlingskrise. Schon am ersten Tag nach der Schließung der ungarischen Grenze, dem 16. September, passierten hier 9000 Menschen die Grenze.

## Bevölkerung
Nach der Volkszählung von 2002 zählte Šid 16.834 Einwohner, davon 76,18 % Serben, 5,51 % Slowaken, 4,43 % Kroaten, 4,13 % Russinen, 2,78 % Jugoslawen u. a.

## Sehenswürdigkeiten

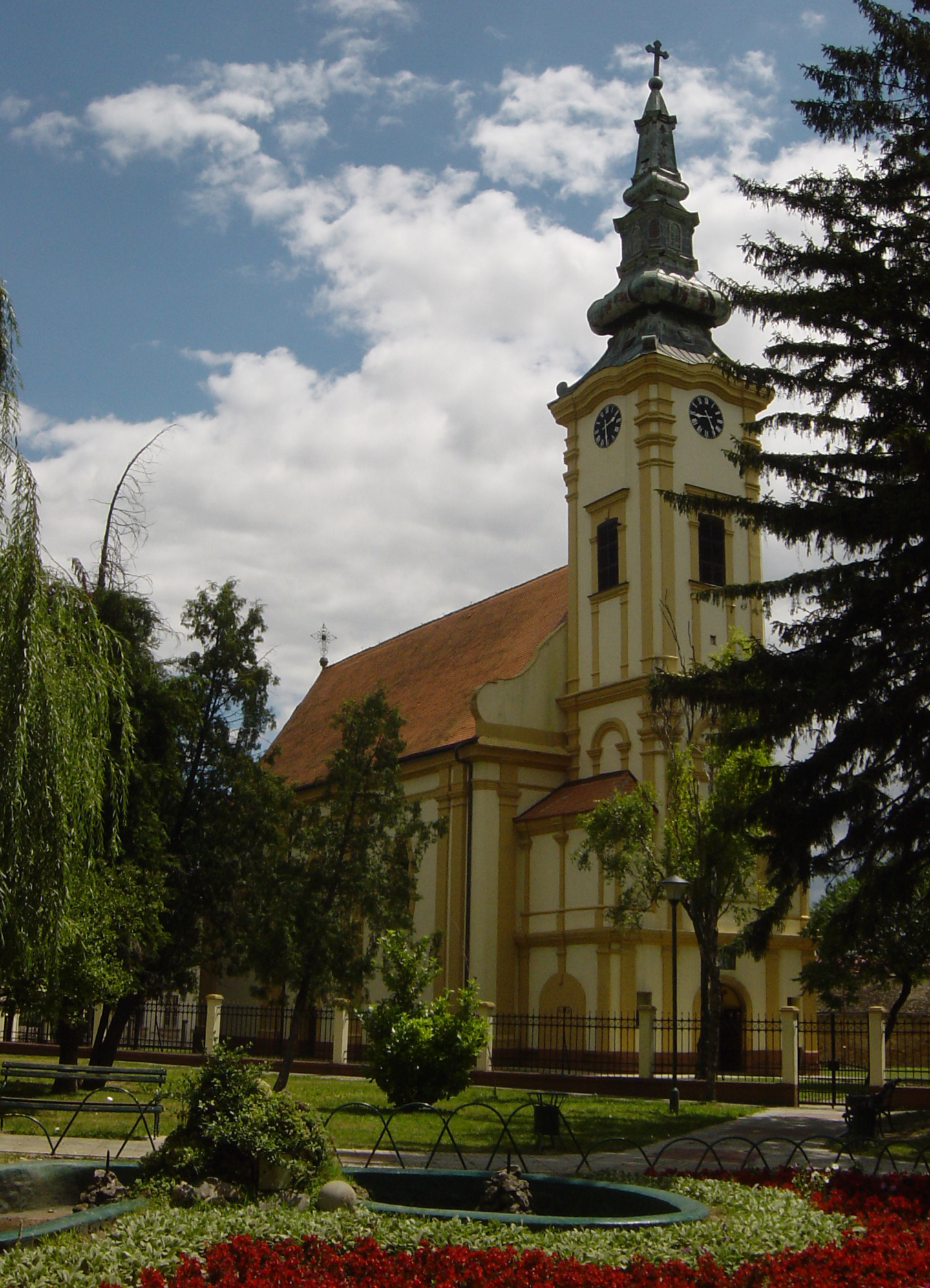
Die Serbisch-orthodoxe Kirche Hl. Nikolaus

Bedeutendste Sehenswürdigkeit der Gegend ist das serbisch-orthodoxe Kloster Privina Glava spätestens aus dem 16. Jahrhundert. Sehenswert sind außerdem die Gemäldegalerie von Sava Šumanović, das Museum von Naive Ilianum, das so genannte Russische Schloss aus dem 18. Jahrhundert, einst Sommersitz des griechisch-katholischen Bischofs der Ruthenen und anderer unierten Christen, dann die Ikonostasis in Molovin und die alte gotische Kirche in Morović.

## Bekannte Personen
- Dimitrije Bašičević (Mangelos) (1921–1987), kroatischer Künstler, Kurator und Kunstkritiker
- Ilija Bašičević (1895–1972), serbischer Maler
- Petar Fajfrić (1942–2021), jugoslawischer Handballspieler
- Jovan Ličina (1930–2002), kroatischer Schauspieler
- Boško Simonović (1898–1965), jugoslawischer Fußballtrainer
- Sava Šumanović (1896–1942), jugoslawischer Maler
- Iso Velikanović (1869–1940), kroatischer Schriftsteller